# 井植歲男
井植歲男（1902年12月28日—1969年7月16日）出生於日本兵庫縣津名郡，日本企業家，是三洋電機的創辦者，也是日本松下電氣器具製作所（現為Panasonic）的創業功臣之一。松下電器創辦人松下幸之助是井植歲男的姐夫。

## 生平

### 進入松下之前
井植歲男出生於兵庫縣津名郡，是井植清太郎的長子。井植家世代務農，生活富足，去到清太郎一代更開始發展海運生意。他們擁有一艘商船「清光丸」，在大阪、九州和朝鮮之間進行貿易往來。 
井植歲男在13歲時，父親去世，之後他繼承家業用其叔父的商船繼續進行貿易。但是在從大阪港運送石灰石到達安治川的石灰工廠時，其叔父的船在東京倉庫（現為三菱倉庫）發生爆炸，歲男等人跳入海中倖免於難。此次事故造成43人死亡，300餘人負傷，這是大阪歷史上一次重大的慘案。當時，井植歲男寫信給自己的姐夫松下幸之助，在剛剛成立的松下電器製作所內工作，這件事發生在1917年。

### 松下時代
進入松下之後，井植歲男剛開始時由低層職級工作，1920年他開拓東京市場隻身前往東京。1932年之前他多次前往東京參與事業開拓工作，並替當時生病的姐夫松下幸之助處理松下電器的日常業務。

### 三洋電機創立
1946年，因松下電器在第二次世界大戰期間替日軍生產軍需品（著名例子有明星木造訓練轟炸機），松下幸之助被駐日盟軍總司令解除社長職務，其後井植歲男為松下幸之助承擔責任而辭職。
1947年，43歲的井植歲男在大阪守口市設立三洋電機製作所，擔任社長。為補償井植歲男替其頂罪的損失，松下幸之助將兵庫縣加西郡北條町（現為加西市）的北條工廠和自行車發電燈“NATIONAL發電燈”的製造權轉移予三洋，以示感恩。
1949年，三洋電機的發電燈在日本國內的市場佔有率達到 60%，其後將木製的收音機外殼改成塑膠製令成本下降，以及將「三神器」之一的洗衣機取得日本最高的市場佔有率。

## 設計軍機
- 明星木造訓練轟炸機

## 外部連結
- 創業者・井植歳男物語（日文）